# 소베츠키 (한티만시 자치구)

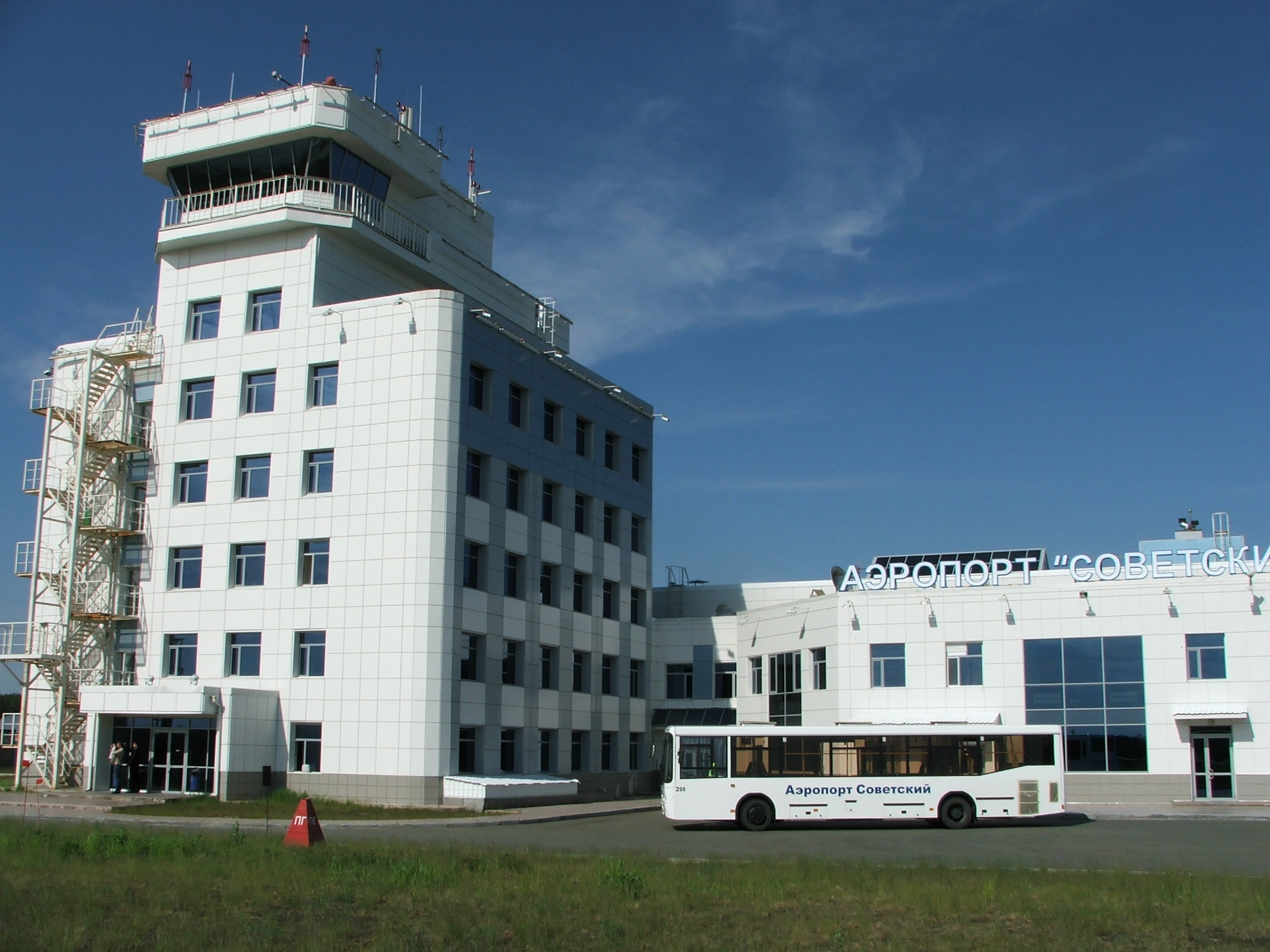

소베츠키(러시아어: Сове́тский)는 튜멘 주에 속해 있는 한티만시 자치구의 도시이다.
인구는 2만2,900명(2001년)이다.
1963년에 지어졌고, 1996년에 정식으로 도시로 등록되었다.